# Guiana Island
Guiana Island is een privé-eiland dat tot Antigua en Barbuda behoort. Het bevindt zich 50 m van de kust ten noordoosten van het eiland Antigua. Het eiland ligt in de Caribische Zee en maakt deel uit van de Kleine Antillen, en is qua grootte het vierde eiland van het land. In 2015 werd het eiland verkocht aan de Chinese projectontwikkelaar Yida International voor toeristische en industriële ontwikkeling.

## Geschiedenis
Op Guiana Island werd in 1730 een suikerplantage gebouwd. Rond 1740 werd het damhert, het nationale dier van Antigua en Barbuda, uitgezet op het eiland. In 1759 woonde Edward Evanson van Guana op het eiland. Guiana Island is een verbastering van zijn naam. In de 20e eeuw werd de suikerproductie vervangen door katoen.

### Echtpaar Bufton
In 1960 was de boerderij eigendom van Alexander Hamilton-Hill. Taffy en Lona Bufton uit Wales werden aangenomen om op de boerderij te beheren. Er waren ongeveer 120 katoenplukkers nodig voor de oogst. In 1968 konden er niet voldoende katoenplukkers worden gevonden, en werd de overstap gemaakt naar schapen. In 1972 overleed Hamilton-Hill, en leefde het echtpaar Bufton alleen op het eiland zonder voorzieningen met 70 schapen en 50 damherten.
In 1997 probeerde de overheid van Antigua en Barbuda het echtpaar Bufton te verwijderen van Guiana Island voor de constructie van een toeristisch resort. Bufton huurde de advocaat Vere Bird, de broer van de premier, ter verdediging. Bird, die ook parlementslid was, stemde tijdens de bespreking voor verwijdering van Bufton. In december ging Bufton naar Bird met een pistool. Tijdens de worsteling ging het pistool af en verloor Bird twee tanden. Bufton moest voor de rechter verschijnen voor poging tot moord, maar werd vrijgesproken. Guiana Island werd verkocht aan de Maleise zakenman Tan Kay Hock voor US$ 5 miljoen, maar het bleef bij plannen, en het eiland werd niet ontwikkeld. De damharten werden wel afgeschoten om het eiland leeg aan te bieden.
In 2005 werd de zee rond het eiland beschermd als onderdeel van de Northeast Marine Management Area. In 2007 was het koraalrif rond Guiana Island volgens het ecologisch rapport een van de gezondste riffen van het land.

### Allen Stanford
Er waren besprekingen geweest tussen de overheid van Antigua en Barbuda en de Amerikaanse bankier Allen Stanford voor de ontwikkeling van een toeristisch resort op het eiland. In 2009 werd Stanford door de Amerikaanse SEC aangeklaagd vanwege US$ 8 miljard fraude. Tijdens de rechtszaak bleek dat hij eigenaar was van Guiana Island, en werd het eiland geconfisqueerd door de overheid van Antigua en Barbuda.

### Yida International
In 2014 waren er besprekingen tussen de regering van Antigua en Barbuda en Yida Zhang, de directeur van de Chinese projectontwikkelaar Yida International, voor de ontwikkeling van een toeristisch resort op Guiana Island. In 2015 werd het eiland gekocht. Er werd een speciale economische zone opgezet met belastingsvoordeel en het recht op Antiguaans staatsburgerschap voor de investerdeers. Een gedeelte van het eiland kreeg een industriële functie. De milieubeweging verzette zich tegen het plan, omdat de 'Chinese kolonie' zich bevindt in beschermd natuurgebied en een deel van de mangrovebossen, die het eiland beschermen tegen orkaangeweld, zou moeten worden verwijderd. In 2018 werden een cement- en een metaalbewerkingsfabriek geopend. In 2019 werd begonnen met de aanleg van een 13 km lange 2×2-weg naar Guiana Island. In 2021 leverde de regering kritiek op de projectontwikkelaar, omdat het project te langzaam verliep en het vijfsterrenhotel en de golfbaan naar haar mening de hoogste prioriteit hadden.
Antigua · Barbuda · Great Bird Island · Green Island · Guiana Island · Long Island · Redonda